# Pulau Tampakan
Pulau Tampakan är en ö i Indonesien.   Den ligger i provinsen Kalimantan Selatan, i den västra delen av landet, 1 100 km öster om huvudstaden Jakarta. Arean är 5,5 kvadratkilometer.
Terrängen på Pulau Tampakan är mycket platt. Öns högsta punkt är 38 meter över havet. Den sträcker sig 4,1 kilometer i nord-sydlig riktning, och 2,2 kilometer i öst-västlig riktning.  I omgivningarna runt Pulau Tampakan växer i huvudsak städsegrön lövskog.